# Spicomacrurus kuronumai
Spicomacrurus kuronumai es una especie de pez de la familia Macrouridae en el orden de los Gadiformes.

## Morfología
• Los machos pueden llegar alcanzar los 20 cm de longitud total.

## Hábitat
Es un pez bentopelágico y maríno de aguas  subtropicales que vive entre 350-500 m de profundidad.

## Distribución geográfica
Se encuentra desde el sur del Japón También está presente en Queensland (Australia ).